# Chamu Chibhabha
Chamunorwa Justice Chibhabha (* 6. September 1986 in Masvingo, Simbabwe) ist ein simbabwischer Cricketspieler, der zwischen 2005 und 2023 für die simbabwische Nationalmannschaft spielte.

## Kindheit und Ausbildung
Aufgewachsen in den Townships wurde er in das Entwicklungsprogramm des simbabwischen Verbandes aufgenommen. Seine Schwester Julia Chibhabha spielt ebenfalls Cricket für die simbabwische Frauen-Nationalmannschaft.

## Aktive Karriere
Chibhabha gab sein First-Class-Debüt in der Saison 2003/04 für Mashonaland. Im Jahr 2004 weigerten sich mehrere weiße Spieler, weiter für Simbabwe zu spielen, nachdem Kapitän Heath Streak vom Verband entlassen worden war. Daraufhin wurde Chibhabha ins Nationalteam geholt. Sein Debüt erfolgte im August 2005 in einem heimischen Drei-Nationen-Turnier gegen Neuseeland, jedoch enttäuschte er zunächst. Im April reiste er mit dem Team in die West Indies, wo ihm zwei Fifties (55 und 67 Runs) in der ODI-Serie gelangen. Er war Teil des Teams bei der ICC Champions Trophy 2006, konnte dort jedoch nicht herausragen. Sein Twenty20-Debüt folgte im November 2006 in Bangladesch, als Simbabwe sein erstes Twenty20 überhaupt bestritt. Zwei weitere ODI-Fifties folgten im Februar 2007 gegen Bangladesch. Bei der ICC World Twenty20 2007 steuerte er 15 Runs beim Sieg gegen Australien bei, der jedoch nicht ausreichte um die Vorrunde zu überstehen. In der Saison 2007/08 erreichte er gegen die West Indies (73 Runs) und in Pakistan (52 Runs) je ein Fifty, wobei er für ersteres als Spieler des Spiels ausgezeichnet wurde. Auch bei einem Drei-Nationen-Turnier in Kenya im Oktober 2008 gelang ihm gegen Irland ein Fifty über 51 Runs.
Bei einem heimischen Drei-Nationen-Turnier im Juni 2010 erzielte er gegen Sri Lanka ein Fifty über 58 Runs. Ein weiteres ODI-Fifty (65 Runs) erfolgte im September gegen Pakistan. Kurz darauf erzielte er zwei Fifties in der Twenty20-Serie in Südafrika und ein weiteres gegen Neuseeland. Nachdem es auf Grund der simbabwischen Krise kaum zu weiteren internationalen Spielen kam in den folgenden Jahren, gelang ihm bei der Rückkehr beim Cricket World Cup 2015 im ersten Spiel gegen Südafrika ein Fifty über 64 Runs. Die Saison 2015 begann mit einem fifty über 99 Runs in der ODI-Serie in Pakistan. Daraufhin kam Indien nach Simbabwe, wobei er zwei Fifties (72 und 82 Runs) in den ODIs erreichte. Auch erzielte er ein weiteres (67 Runs) in den Twenty20s, wofür er als Spieler des Spiels und der serie ausgezeichnet wurde.
Zu Beginn der Saison 2015/16 traf das Team auf Pakistan. In den Twenty20s erreichte er im ersten Spiel 3 wickets für 18 Runs als Bowler. In der ODI-Serie folgte dann ein weiteres Fifty (90 Runs). daraufhin folgte eine Tour gegen Afghanistan, wo ihm je ein Fifty in den ODIs (58 Runs) und Twenty20s (54 Runs) gelang. Im Januar 2016 folgte eine weitere ODI-Serie gegen Afghanistan, wo er neben einem Half-Century (53 Runs) 4 Wickets für 25 Runs erzielte, wofür er als Spieler des Spiels ausgezeichnet wurde. Sein Test-Debüt erfolgte im Juli 2016 gegen Neuseeland, wobei er im zweiten Spiel der Serie ein Fifty über 60 Runs erreichte. In der Folge wurde er nur noch vereinzelt eingesetzt. Während der Tour in Bangladesch im Februar 2020 übernahm er die Rolle des Kapitäns in den Kurzen Formaten. Sein bisher letztes internationales Spiel bestritt er während der Tour gegen Irland im Januar 2023.